# Rainbow Studios
Rainbow Studios — це американський розробник відеоігор зі штаб-квартирою у Фініксі, Аризона, найбільш відомий своїми гоночними серіями ігор Motocross Madness і MX vs. ATV. Студію під назвою Rainbow Multimedia Group заснував Ерл Джарред у 1986 році, перейменувавши її у Rainbow Studios в 1992 році. В січні 2002 року компанія була придбана THQ і у лютому 2010 року перейменована в THQ Digital Studios Phoenix з послідуючим закриттям у серпні 2011 року. Роботу студії було відновлено у 2013 році, коли Nordic Games (пізніше відомі як THQ Nordic) знову відкрили двері Rainbow Studios, придбавши більшість активів збанкрутілої на той час THQ. Станом на 2025 рік Rainbow Studios відділилися від своєї материнської компанії, ставши незалежним розробником.

## Історія
Rainbow Studios, яка спочатку називалася Rainbow Multimedia Group, була заснована Ерлом Джаредом у 1986 році. У 1992 році, повністю перейшовши на розробку відеоігор, компанія провела ребрендинг на Rainbow Studios. 8 листопада 2001 року видавець відеоігор THQ оголосив про придбання студії за 1 млн простих акцій. Угода про злиття була підписана між двома компаніями 21 грудня 2001 року, після чого THQ випустили на біржу 858 203 акції, з подальшими планами випустити ще 106 259. У 2005 році засновник студії Ерл Джаред разом з її віце-головою Джеффом Падденом і співробітниками Ріком Балтманом і Роббом Рінардом залишили Rainbow Studios, щоб створити нову студію відеоігор 2XL Games. Три інших ветерана Rainbow Studios, Бред Румінер, Денніс Бут і Ґлен О'Беннон, оголосили про створення власної студії TimeFly Studios у квітні 2008 року.
У середині квітня 2008 року Rainbow Studios звільнили 30 своїх співробітників, які працювали над неанонсованою грою. Оскільки ця команда була «меншістю» в груповій системі студії, розробку гри вдалося продовжити, попри скорочення штату. Подальші звільнення відбулися в листопаді того ж року та лютому наступного в рамках внутрішньої реструктуризації THQ. Щоб просувати подальшу політику цифрового розповсюдження ігор як частину основного портфоліо THQ, 3 лютого Rainbow Studios разом з іншою студією, Juice Games, були перейменовані в THQ Digital Studios Phoenix і THQ Digital Studios Warrington відповідно. В результаті реструктуризації обидві студії втратили 60 співробітників. 9 серпня 2011 року THQ оголосили, що в рамках іншої більшої реструктуризації THQ Digital Studios Phoenix буде закрито, що призвело до ліквідації 48 робочих місць. THQ планували залишити відділ забезпечення якості.
У 2013 році THQ оголосили про банкрутство, і багато їх активів, включаючи розроблену Rainbow Studios франшизу MX vs. ATV, було продано з аукціону видавцю Nordic Games (пізніше відомому як THQ Nordic). Оскільки Nordic Games планували розпочати розробку нових ігор у цій франшизі, компанія вирішила відродити Rainbow Studios. Про ці наміри було оголошено в грудні того ж року, після чого нова Rainbow Studios найняла багатьох своїх колишніх співробітників.
У вересні 2023 року Rainbow Studios зазнала невизначеної кількості звільнень у рамках зусиль Embracer Group щодо скорочення витрат. У певний момент з осені 2023 по 2024 рік Rainbow Studios відділилися від своєї материнської компанії, ставши незалежним розробником.

## Розроблені відеоігри
| Рік  | Назва                            | Доступні платформи                                                         | Видавці                     |
| ---- | -------------------------------- | -------------------------------------------------------------------------- | --------------------------- |
| 1994 | Air Havoc Controller             | Microsoft Windows                                                          | Trimark Interactive         |
| 1995 | The Hive                         | Microsoft Windows, PlayStation                                             | Trimark Interactive         |
| 1996 | Deadly Tide                      | Microsoft Windows                                                          | Microsoft                   |
| 1996 | Ravage D.C.X                     | Microsoft Windows                                                          | Inscape                     |
| 1998 | Motocross Madness                | Microsoft Windows                                                          | Microsoft                   |
| 2000 | Motocross Madness 2              | Microsoft Windows                                                          | Microsoft                   |
| 2000 | Tiger Woods PGA Tour 2000        | Microsoft Windows                                                          | EA Sports                   |
| 2001 | ATV Offroad Fury                 | PlayStation 2                                                              | Sony Computer Entertainment |
| 2001 | Splashdown                       | PlayStation 2, Xbox                                                        | Infogrames                  |
| 2002 | ATV Offroad Fury 2               | PlayStation 2                                                              | Sony Computer Entertainment |
| 2002 | Mat Hoffman's Pro BMX 2          | PlayStation 2                                                              | Activision                  |
| 2002 | Star Wars Racer Revenge          | PlayStation 2                                                              | LucasArts                   |
| 2003 | Splashdown: Rides Gone Wild      | PlayStation 2                                                              | THQ                         |
| 2004 | MX Unleashed                     | PlayStation 2, Xbox                                                        | THQ                         |
| 2005 | MX vs. ATV Unleashed             | PlayStation 2, Xbox                                                        | THQ                         |
| 2006 | Cars                             | Game Boy Advance, GameCube, PlayStation 2, Xbox                            | THQ                         |
| 2007 | Cars Mater-National Championship | Microsoft Windows, PlayStation 2, Wii, Xbox 360                            | THQ                         |
| 2007 | MX vs. ATV Untamed               | PlayStation 3, Xbox 360                                                    | THQ                         |
| 2009 | Deadly Creatures                 | Wii                                                                        | THQ                         |
| 2009 | MX vs. ATV Reflex                | PlayStation 3, Xbox 360                                                    | THQ                         |
| 2010 | Dood's Big Adventure             | Wii                                                                        | THQ                         |
| 2011 | MX vs. ATV Alive                 | PlayStation 3, Xbox 360                                                    | THQ                         |
| 2014 | MX vs. ATV Supercross            | PlayStation 3, Xbox 360                                                    | Nordic Games                |
| 2015 | MX vs ATV: Supercross Encore     | Microsoft Windows, PlayStation 4                                           | Nordic Games                |
| 2018 | MX vs ATV All Out                | Microsoft Windows, Nintendo Switch, PlayStation 4, Xbox One                | THQ Nordic                  |
| 2019 | Monster Jam: Steel Titans        | Microsoft Windows, Nintendo Switch, PlayStation 4, Stadia, Xbox One        | THQ Nordic                  |
| 2021 | Monster Jam: Steel Titans 2      | Microsoft Windows, Nintendo Switch, PlayStation 4, Stadia, Xbox One        | THQ Nordic                  |
| 2022 | MX vs ATV Legends                | Microsoft Windows, PlayStation 4, Xbox One, PlayStation 5, Xbox Series X/S | THQ Nordic                  |